# Mesnois
Mesnois település Franciaországban, Jura megyében. Lakosainak száma 168 fő (2022. január 1.). Mesnois Publy, Largillay-Marsonnay, Blye, Charézier, Marnézia, Nogna, Patornay és Pont-de-Poitte községekkel határos.

## Népesség
A település népességének változása:
| Lakosok száma | 158  | 166  | 171  | 188  | 198  | 194  | 187  | 177  | 175  | 168  |
|               | 1968 | 1982 | 1990 | 2006 | 2013 | 2015 | 2017 | 2019 | 2020 | 2022 |